# U.2
U.2, anteriormente conocido como SFF-8639, es un estándar de interfaz de computadora para conectar un dispositivo SSD a una computadora. Cubre el conector físico, características eléctricas y protocolos de comunicación. Utiliza hasta cuatro carriles PCI Express y dos carriles SATA. 
Fue desarrollado para el mercado empresarial, para ser utilizado con nuevas unidades PCI Express junto con unidades SAS y SATA.

## Historia
El factor de forma de SSD empresarial fue desarrollado por el Grupo de trabajo de factor de forma de SSD (SFFWG). La especificación se lanzó el 20 de diciembre de 2011 como un mecanismo para proporcionar conexiones PCI Express a SSD para el mercado empresarial. Los objetivos incluían ser utilizables en carcasas existentes de 2.5" y 3.5", para ser intercambiables en caliente y permitir que las unidades SAS y SATA heredadas se mezclen utilizando la misma familia de conectores.
En junio de 2015, el SFFWG anunció que el conector cambiaba de nombre a U.2.

## Conector

Esquema del conector U.2 de lado del dispositivo

El conector U.2 del lado del dispositivo es mecánicamente idéntico al conector del dispositivo SATA Express, pero proporciona cuatro carriles PCI Express a través de un uso diferente de los pines disponibles. El conector del lado del host en cambio difiere totalmente, siendo mucho más compacto que el puerto SATA Express. 
Los dispositivos U.2 pueden conectarse a un puerto M.2 mediante un adaptador.

## Disponibilidad
En noviembre de 2015, Intel presentó su serie 750, que vino en ambas versiones PCI Express y U.2. Ofrece capacidades de hasta 1.2 TB y velocidades de hasta 2400 MB/s de lectura secuencial y 1200 MB/s de escritura secuencial.
En 2017, Intel lanza su línea Optane 900P, con capacidad de hasta 280 GB (480 GB en su versión PCIe) y velocidades de hasta 2000 MB/s de lectura secuencial y 2500 MB/s de escritura secuencial. Ese mismo año lanza la línea de gama alta DC P4800X, con capacidades de hasta 750 GB y velocidades de hasta 2200 MB/s de escritura secuencial y 2 500 MB/s de lectura secuencial.

## U.2 en comparación con M.2
U.2 permite el intercambio en caliente, mientras que M.2 no.
Si bien el estándar U.2 no implica nada sobre el factor de forma del dispositivo que lo usa, en la práctica, U.2 se usa solo en SSD de 2.5", por lo que una elección entre los factores de forma de 2.5" y M.2 es implícitamente una opción entre interfaces U.2 y M.2. 
- Las unidades de 2.5 "son más fáciles de mantener frescas que las unidades M.2. La mayoría de las unidades de 2.5" usan su caja incorporada como un gran disipador térmico,[11] pero la mayoría de las unidades M.2 no lo incorporan.[12]
- Las unidades U.2 pueden mantener velocidades más altas durante más tiempo que las unidades M.2 debido al manejo de temperatura más eficiente frente a M.2.[13]
  - Como las unidades M.2 generalmente no tienen disipador térmico y no pueden colocarse en una ubicación con flujo de aire ideal, es más probable que sufran una aceleración térmica que una unidad de 2.5".[13]
  - Mientras que una unidad está sufriendo una limitación térmica, que es necesaria para proteger la unidad de daños, disminuye el rendimiento de la unidad. Esto significa que la unidad ya no está proporcionando su velocidad anunciada. Es posible que algunas unidades M.2 solo puedan proporcionar sus velocidades anunciadas durante breves períodos de tiempo antes de que la aceleración térmica las disminuya.[13]
- Las unidades de 2,5" pueden tener mayores capacidades de almacenamiento que las unidades M.2, debido a su mayor tamaño, dando más espacio para colocar chips.[14]